# ديان دوان
ديان دوان هي ممثلة كندية، ولدت في 8 سبتمبر 1990 في أبوتسفورد في كندا.

## أعمال

### أفلام
- ديساندنتس

## وصلات خارجية
- ديان دوان على موقع IMDb (الإنجليزية)
- ديان دوان على موقع قاعدة بيانات الفيلم (الإنجليزية)